# بيتر فورست (فيلسوف)
بيتر فورست (بالإنجليزية: Peter Forrest)‏ هو فيلسوف أسترالي، ولد في 1948.